# Шоу (фильм, 1995)
«Шоу» (англ. The Show) — американский документальный фильм о хип-хоп-музыке режиссёра Брайана Роббинса, вышедший на экраны в 1995 году.
В фильме показаны интервью с некоторыми из самых известных хип-хоп-имён. Основатель лейбла Def Jam, Расселл Симмонс, играет главную роль, а также роль рассказчика в фильме.

## Сюжет
«Шоу» — этот документальный фильм, который предлагает зрителям глубоко взглянуть на мир хип-хопа и рэпа, посмотреть как разные исполнители готовятся дать важный концерт в оружейной палате Филадельфии (10 декабря 1994 года). Вперемежку с подготовкой к концерту здесь собраны интервью с рэперами прошлого и настоящего, вы сможете взглянуть на их личную жизнь, услышать комментарии относительно их значения в музыке, и увидеть много концертных съёмок, включая живые выступления от Slick Rick, который был заключён в тюрьму за убийство второй степени; Snoop Doggy Dogg и Tha Dogg Pound, Russell Simmons, Dr. Dre, The Notorious B.I.G., Melle Mel, LL Cool J, Run-DMC, Da 5 Footaz и других.

## Мнения критиков
В 1994 году Расселл Симмонс объединился с режиссёром Брайаном Роббинсом и продюсером Майком Толлином для создания документального фильма про хип-хоп. «Шоу» показал фанатам жизнь самых известных рэп-артистов того времени, а также их живые выступления, сделанные по типу фильма Wattstax. Музыку к фильму The Show написал легендарный Стэнли Кларк. Фильм насыщен интервью с олд-скул легендами, такими как Afrika Bambaataa, Grandmaster Melle Mel & The Furious Five и Kurtis Blow. Фильм сосредоточен в основном на таких артистах как The Notorious B.I.G., Wu-Tang Clan, Warren G и Run-D.M.C. Премьера The Show в кинотеатрах состоялась 25 августа и несмотря на то, что фильм имел сильного режиссёра и продюсера и вышел под маркой Def Jam, кассовые сборы были плохие, фильм собрал менее 3 000 000 долларов только после 6 недель показа в кинотеатрах. Самый первый эпизод, в котором Расселл Симмонс посещает в тюрьме рэпера Slick Rick, и сцена, где Method Man спорит с U-God, были впервые показаны на «пиратских» видеокассетах, а не на киноэкране. В то время как сам фильм находился в прокате, саундтрек стал платиновым всего за два месяца после его выхода 15 августа. Большую часть этого успеха можно приписать классическому совместному треку «How High» от Redman и Method Man, который тогда украшал любой плейлист. 21 год спустя фильм The Show в конечном счёте выступает в качестве важного документального фильма про хип-хоп, который демонстрирует вторую золотую эру хип-хопа для будущих поколений рэп и хип-хоп-поклонников, показывая и давая представление о некоторых из великих людей, которые дают интервью и исполняют вживую их классический материал.

## В главных ролях
- Afrika Bambaataa
- The Notorious B.I.G.
- Kurtis Blow
- Sean "Puffy" Combs
- Snoop Doggy Dogg
- Dr. Dre
- Warren G
- Andre Harrell of Uptown Records
- Kid Capri
- LL Cool J
- Craig Mack
- Method Man
- Melle Mel
- Naughty by Nature
- Raekwon
- Run-D.M.C.
- Slick Rick
- Russell Simmons
- Tha Dogg Pound
- Twinz
- Whodini
- Wu-Tang Clan

## Саундтрек
Саундтрек, состоящий полностью из хип-хопа, был выпущен 15 августа 1995 года на лейбле Def Jam Recordings. Саундтрек был очень успешным, достигнув 4 места в чарте Billboard 200 и 1 места в чарте Top R&B/Hip-Hop Albums и был сертифицирован как платиновый 16 октября 1995 года.

## Саундтрек (по фильму)
1. Slick Rick — «Behind Bars»
2. The Notorious B.I.G. — «Big Poppa»
3. Method Man — «Bring The Pain»
4. Public Enemy — «Can’t Truss It»
5. Naughty By Nature — «The Chain Remains»
6. Slick Rick — «Children’s Story»
7. Wu-Tang Clan — «C.R.E.A.M. (Cash Rules Everything Around Me)»
8. Snoop Doggy Dogg — «Deep Cover»
9. Warren G — «Do You See What I See»
10. Tha Dogg Pound — «Dogg Pound 4 Life»
11. Craig Mack — «Flava In Your Ear»
12. Naughty By Nature — «Hip-Hop Hooray»
13. Run-D.M.C. — «It’s Like That»
14. Run-D.M.C. — «King Of Rock»
15. The Notorious B.I.G. — «Me And My Bitch»
16. Run-D.M.C. — «My Adidas»
17. Stanley Clarke — «Rapping Ain’t Singing And All That»
18. Da 5 Footaz — «Super Soulsis»
19. Warren G — «This D.J.»
20. The Notorious B.I.G. — «Warning»
21. Tha Dogg Pound — «What Would You Do?»
22. Warren G — «What’s Next»
23. Snoop Doggy Dogg & Tha Dogg Pound — «Who Got Some Gangsta Shit»
24. Wu-Tang Clan — «Wu-Tang Clan Ain’t Nothing To Fuck With»